# Kleino (musiker)
Kleino  (200-talet f.Kr.) var en grekisk musiker. 
Hon var verksam som professionell musiker (flöjtspelare) i den grekiska staden Alexandria i Egypten.  Hon var verksam vid det kungliga hovet, där hon uppnådde den framstående tjänsten som officiell vinskänk till Ptolemaios II Filadelfos.  Hon var uppenbarligen en betydande person vid hovet och blev en välkänd offentlig figur: Polybios uppger att det fanns en mängd offentliga statyer av henne i Alexandria som avbildade henne hållande i en vinbägare och en tunika. 